# Atriplex cinerea
Atriplex cinerea es una especie de planta perenne perteneciente a la familia de las amarantáceas. Se encuentra en las áreas costeras protegidas y alrededor de los lagos de sal en los estados australianos de Australia Occidental, Australia Meridional, Tasmania, Victoria y Nueva Gales del Sur.

## Descripción
Es un arbusto perennifolio, dioico. Las hojas son oblongas de 10 cm de largo, con el ápice obtuso, el margen entero y pecioladas. La inflorescencia, panículada,  espigada  axilar. Fructificación bracteolas fusionadas por debajo de la media, agudas u obtusos, de 8-15 mm de largo, a veces hinchadas en la base, las bracteolas son leñosas en la madurez.

## Taxonomía
Atriplex cinerea fue descrita por el religioso, naturalista, botánico y explorador francés, Jean Louis Marie Poiret y publicado en Encyclopédie Méthodique, Botanique 1: 471, en el año 1811.
Etimología
Atriplex: nombre genérico latino con el que se conoce a la planta.
cinerea: epíteto latino  que significa "de color gris ceniza.
Sinonimia
- Atriplex elaeagnoides Moq.
- Atriplex halimus R.Br.
- Atriplex halimus var. adscendens Nees
- Atriplex prostrata Moq.
- Neopreissia cinerea (Poir.) Ulbr.[7]